# Nils Arnoldson
Nils Johan Arnoldson, född 31 maj 1872, död 10 mars 1939, var en svensk läkare. Han var son till operasångare Oscar Arnoldson och bror till operasångerskan Sigrid Arnoldson.
Arnoldson blev medicine licentiat 1903, var amanuens vid Serafimerlasarettets poliklinik för öron-, näs- och halssjukdomar 1907–1909 samt disputerade för medicine doktorsgrad 1912. Han var därefter docent vid Karolinska institutet, marinläkare av första graden och öronläkare vid Stockholms läns centrallasarett från 1922. Arnoldson skrev en rad fackvetenskapliga skrifter inom sitt område.